# Oeste Brasil Futebol Clube
O Oeste Brasil Futebol Clube é um clube de futebol brasileiro, da cidade de Toledo, Paraná. Foi fundado como time de futebol em 7 de junho de 2024, após reformulação do Cascavel CR. Atua na terceira divisão do campeonato Paranaense.

## Estatísticas

### Participações
|  | Participações em 2024 |

| Competição | Competição       | Temporadas | Melhor campanha | Estreia | Última | P | R |
| Paraná     | Terceira Divisão | 1          | Estréia (2024)  | 2024    | 2024   | - | - |

## Clássicos e rivalidades
O Clássico do Agro se deu início no ano de 2024, onde as duas equipes sediadas na cidade de Toledo no oeste Paranaense se enfrentaram pela primeira vez pelo Campeonato Paranaense 3° Divisão. Foram realizadas três partidas entre as duas equipes, onde o Toledo Esporte Clube saiu com a vitória nas três partidas.